# Organisation indienne de recherche spatiale
Pour un article plus général, voir Programme spatial de l'Inde.
L'Organisation indienne de recherche spatiale (hindi : भारतीय अन्तरिक्ष अनुसन्धान सङ्गठन, anglais : Indian Space Research Organisation (ISRO)), est l'agence spatiale de l'Inde.
Elle est la principale organisation chargée de mettre en œuvre le programme spatial de l'Inde en concevant et en exploitant les satellites et les lanceurs nationaux.

## Historique
Dans les années 1960, le physicien Vikram Sarabhai, convaincu de l'importance de la conquête spatiale par le succès des satellites américains, rassemble de nombreux scientifiques indiens pour mettre en place un programme spatial dans le pays. Il devient le Comité national indien de recherche spatiale (en anglais : Indian National Committee for Space Research) en 1962, sous la direction du département indien de l'énergie atomique. En août 1969, ce comité est rebaptisé Indian Space Research Organisation. En 1972, l'Etat indien fonde le Department of Space (DOS) qui reprend la direction de l'ISRO.

## Activité
L'ISRO intervient sur l'ensemble du périmètre spatial avec toutefois une part prépondérante accordée à la réalisation des lanceurs et des satellites d'applications :
- Lanceurs : PSLV et GSLV.
- Satellites d'application :
  - Satellites d'observation de la Terre Indian Remote Sensing satellite (IRS).
  - Satellites de télécommunications et de météorologie Indian National Satellite System (INSAT).
  - Autres satellites avec une vocation en partie scientifique en coopération avec le CNES pour l'étude du climat Megha-Tropiques et SARAL.
  - Système de positionnement par satellite Indian Regional Navigation Satellite System (IRNSS).
- Programme scientifique : étude de la Lune avec programme Chandrayan et de Mars avec l'orbiteur Mangalyaan. Un premier télescope spatial Astrosat est lancé en 2015[2].
- Satellites militaires : satellites radar RISAT-1 et RISAT-2.

## Organisation

organigramme de l'ISRO.

L'ISRO concentre pratiquement toute l'activité spatiale du pays. L'agence spatiale conçoit les missions spatiales, assure le lancement des engins spatiaux et prend en charge le contrôle des satellites. De manière atypique pour une agence spatiale elle assure également la conception et la fabrication de ses lanceurs, de leur propulsion, des satellites et de leurs instruments. Ceci explique que l'ISRO emploie en 2020 plus de 18 000 personnes, un chiffre proche des effectifs de l'agence spatiale américaine, la NASA (17 219 employés). Le budget de l'ISRO est de 2 milliards d'euros en 2022.

## Établissements de l'Agence spatiale indienne

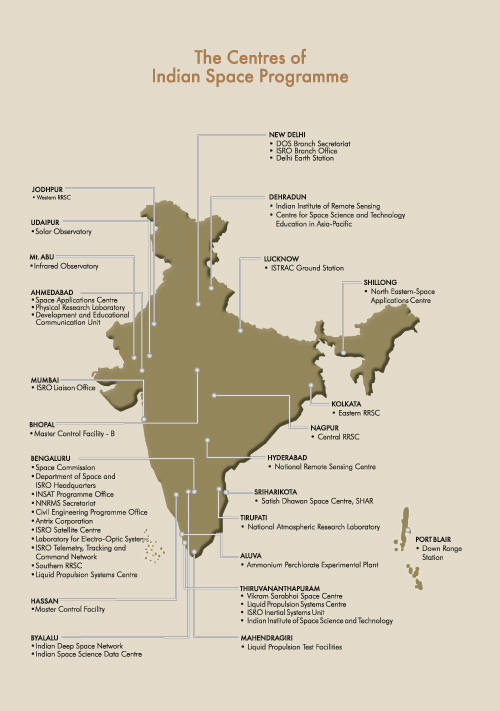
Implantation des différents établissements de l'Agence spatiale indienne.

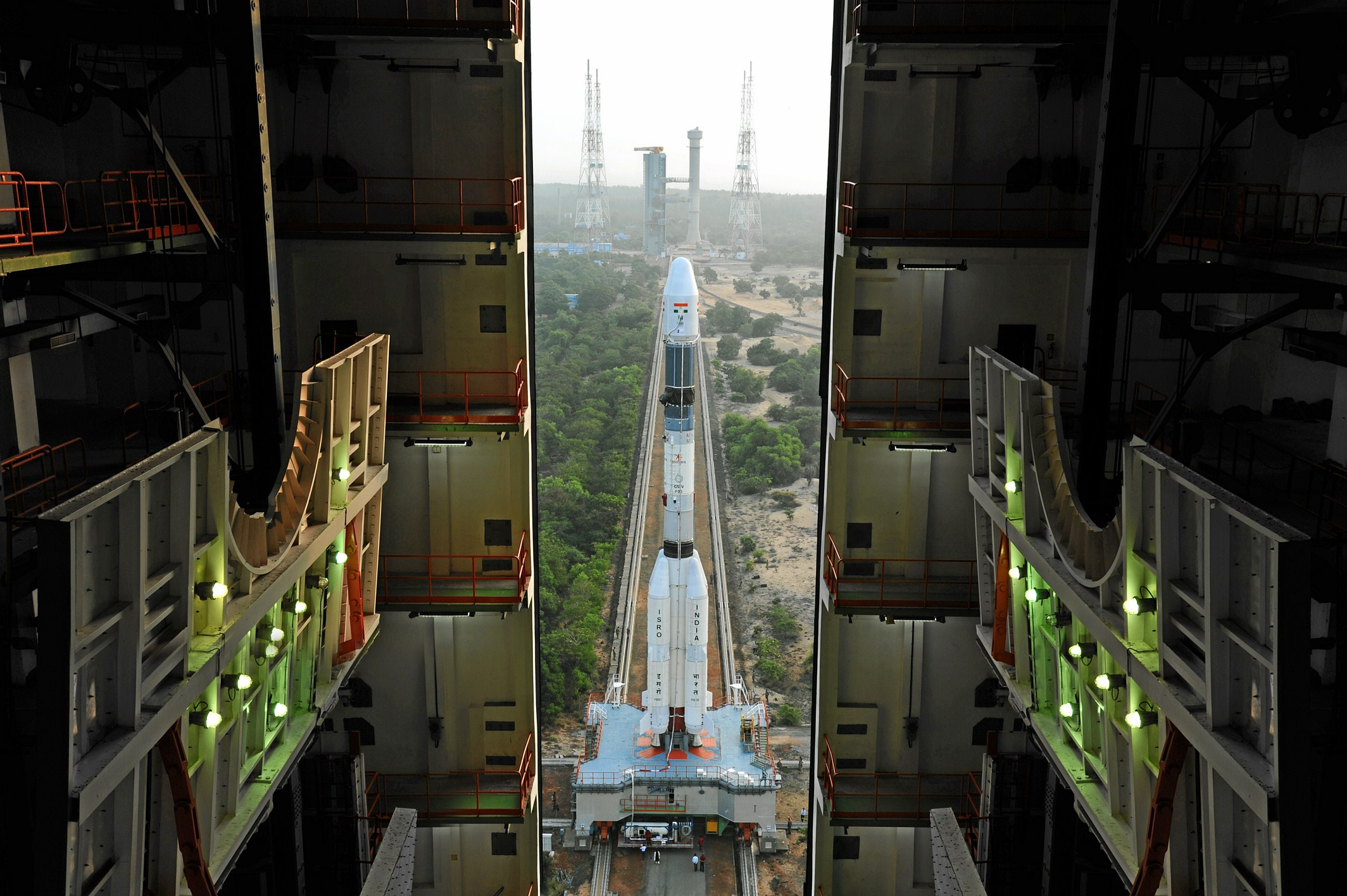
batiment d'assemblage du lanceur GSLV au centre spatial Satish-Dhawan.

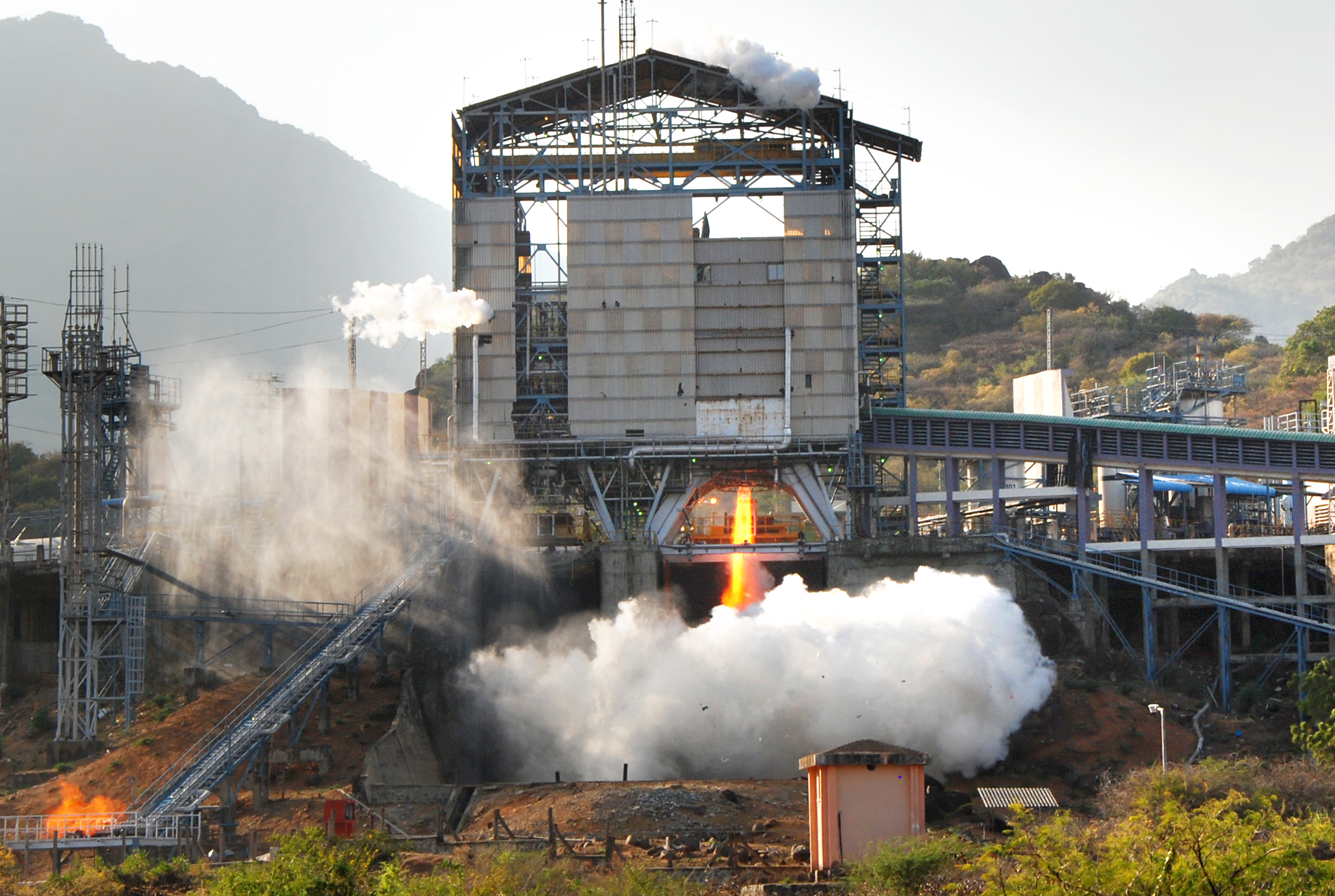
Test d'un moteur à ergols liquides C25 au centre IPRC chargé du développement et des tests des systèmes propulsifs.

L'ISRO dispose d'une quinzaine d'établissements spécialisés. Les plus importants sont concentrés dans le sud de l'Inde en particulier à Bangalore, siège de l'agence spatiale, à Thiruvananthapuram et à Sriharikota,, :
- le site de lancement est le centre spatial Satish-Dhawan situé à Sriharikota dans l'État de l'Andhra Pradesh. Il est créé 1971 et l'ISRO y tire à la fois ses lanceurs PSLV et GSLV. Il comprend deux complexes de lancement (bâtiment d'assemblage, pas de tir, centre de contrôle et moyens de suivi) pour les lanceurs et un pas de tir pour les fusées-sondes. Il comprend des installations permettant de fabriquer des propulseurs à propergol solide et de les tester. Le centre emploie 1 971 personnes en 2018 ;
- le centre spatial Vikram Sarabhai (Vikram Sarabhai Space Centre ou VSSC), dont l'établissement principal est situé à Thiruvananthapuram capitale de l'État du Kerala, est le site le plus important de l'ISRO. On y conçoit et assemble les lanceurs et les fusées-sondes de l'agence spatiale : PSLV, GSLV et GSLV Mk III. Le centre emploie 4 667 personnes en 2018 ;
- Le LPSC (en) conçoit, développe et fabrique les moteurs à ergols liquides de l'agence spatiale. Il comprend deux établissement situés à Thiruvananthapuram (Kerala) et à Bangalore (Karnataka). Le centre emploie 1 211 personnes en 2018.
- L'U R Rao Satellite Centre (en) (USRC) autrefois ISRO Satellite Centre (ISAC) est le centre principal de conception et de fabrication des satellites indiens et de développement des technologies nécessaires. Il dispose d'importants moyens pour tester les satellites. L'établissement est situé à Bangalore. Le centre emploie 2 538 personnes en 2018.
- L'ISRO Propulsion Complex (en) (IPRC) (anciennement LPSC) créé en 2014 est chargé d'assembler et de tester les moteurs-fusées à ergols stockables, les engins cryogéniques et les étages. Il dispose d'équipements permettant de tester les moteurs-fusées dans un environnement simulant le vide. Il est responsable de la fourniture des moteurs-fusées à ergols stockables. Cet établissement est situé à Mahendragiri dans l'État du Tamil Nadu dans le Sud de l'Inde. Le centre emploie 636 personnes en 2018.
- Le Space Applications Centre (en) (SAC) développe les instruments scientifiques installés sur les satellites et à bord d'avions. Il est également responsable du développement des logiciels utilisés par les systèmes de contrôle d'attitude. L'établissement dispose de deux campus situés à Ahmedabad dans l'État du Gujarat au nord-ouest de l'Inde. Avec le DECU le centre emploie 1 977 personnes en 2018.
- Le National Remote Sensing Centre (en) (NRSC) est chargé de collecter les données des satellites d'observation de la Terre. Il les traite et les distribue. Cet établissement est situé à Hyderabad dans l'état de l'Andhra Pradesh. Le centre emploie 834 personnes en 2018.
- L'ISRO Telemetry, Tracking and Command Network (ISTRAC) situé à Bangalore. Cet établissement est chargé des opérations de suivi des satellites. Il dispose à cet effet de stations terriennes et d'antennes à Bangalore, Lucknow, dans l'île Maurice, Sriharikota, Port Blair, Thiruvananthapuram, Brunei, Biak (Indonésie) ainsi que du réseau de stations de l'espace profond. Cet établissement emploie 434 personnes en 2018.
- Le Master Control Facility (MCF) est chargé du contrôle des satellites géosynchrones et géostationnaires en orbite : série des INSAT, GSAT, Kalpana et IRNSS. Il dispose de deux établissement situés à Hassan dans l'État du Karnataka et Bhopal (Madhya Pradesh) dans le Sud de l'Inde. Le centre emploie 318 personnes en 2018.
- L'ISRO Inertial Systems Unit (IISU) conçoit et développe les systèmes inertiels de l'agence spatiale. L'établissement est situé à Thiruvananthapuram (Kerala).
- L'Electro Optics System (LEOS) situé également à Bangalore conçoit, développe et fabrique les capteurs utilisés par les satellites indiens. L'établissement, qui est rattaché au USRC est situé à Bangalore.
- L'Human Space Flight Centre (HSFC) créé en janvier 2019 est un centre de recherche et développement multi-disciplinaire dont les activités sont centrées sur le programme spatial habité en particulier les premières missions avec équipage du programme Gaganyaan programmée en 2022. Parmi les activités de centre figurent la planification des missions, le développement du module orbital et des systèmes de support de vie, la sélection et l'entrainement des astronautes, de développement de différents simulateurs utilisés à l'entrainement, la coordination des taches de récupération puis de suivi des astronautes au retour sur Terre. Le centre est temporairement hébergé au siège de l'agence spatiale à Bangalore. Il emploie une centaine de personnes.
- Le Development and Educational Communication Unit (DECU) développe des applications non commerciales (éducation, développement économique) reposant sur les données diffusées par les satellites de télécommunications. L'établissement est situé à Hyderabad dans l'État du Telangana au nord-ouest de l'Inde.
- L'Indian Institute of Remote Sensing (en) (IIRS) est consacré à l'utilisation des données des satellites d'observation de la Terre et à la formation. Cet établissement est situé à Dehradun dans l'État d'Uttarakhand dans l’extrême nord de l'Inde. Le centre emploie 113 personnes en 2018.
- Le siège de l'ISRO et le département de l'Espace (en) se trouvent dans le même bâtiment à Bangalore. Ces deux entités emploient ensemble 393 personnes.

## Budget
Le budget de l'ISRO pour l'année 2022 s’élève à 2 milliards d'euros[réf. souhaitée].